# USS Defiant
No universo da série de ficção científica Star Trek, USS Defiant refere-se a três naves estelares da Federação dos Planetas Unidos.
A primeira Defiant (NCC-1764) é uma da doze naves originais Classe Constitution, aparecendo no episódio "The Tholian Web" da série original Star Trek, e no episódio "In a Mirror, Darkly" da série Star Trek: Enterprise.
A segunda Defiant (NX-74205) aparece na série Star Trek: Deep Space Nine, no episódio "The Search, Part I", e após isso continuou a ter uma relevância significante no decorrer da série. Ela é a primeira nave da Classe Defiant, sendo ainda um protótipo quando liberada para a Estação Espacial 9 (por isso sua numeração é NX-74205, não NCC-74205). Esta nave também aparece no filme Star Trek: First Contact.
Quando a segunda Defiant é destruída, na sétima temporada de Star Trek: Deep Space Nine, rapidamente é reposta por outra nave da classe Defiant, a USS Sao Paulo (NCC-75633). O capitão Benjamin Sisko recebeu permissão especial do Comando da Frota Estelar para renomear a nova nave também como Defiant.

## Classe Constitution

### Universo Padrão
No episódio "The Tholian Web", passado no ano 2268, A Frota Estelar perde contato com a USS Defiant (NCC-1764). A USS Enterprise (NCC-1701) a encontra na fronteira do espaço Tolianos, à deriva, entrando e saindo dos sensores da nave. O Capitão Kirk e um grupo avançado encontram os membros da tripulação da Defiant mortos, e posteriormente é determidado que eles mataram uns aos outros em um ataque de insanidade.
Assim que retomam o contato com a Enterprise descobrem que a Defiant está entrando e saindo de nossa realidade. Os transportadores da Enterprise não estão confiáveis, e Kirk permanece atrás enquanto o resto de sua tripulação é transportada de volta. A Defiant então desaparece, levando Kirk com ela. Uma nave Toliana aparece e seu comandante, Loskene, acusa a Enterprise de violar o espaço Toliano. Os Tolianos começam a erguer uma rede energética ao redor da Enterprise.
Nesse meio tempo, o oficial científico Spock descobre que a região inteira está em total desordem com áreas de interfase entre os universos. O doutor McCoy descobre que a interfase causa um desequilíbrio bioquímico, que levou a tripulação da Defiant à loucura. Ele é capaz de sintetizar um medicamento para contra-atacar esses efeitos.
A tripulação da Enterprise assim é capaz de usar a interfase para resgatar o Capitão Kirk e escapar da armadilha Toliana. A Defiant é dada como destruída pela interfase.

### Universo Espelho
No episódio "In a Mirror, Darkly" da série Star Trek: Enterprise, o destino da Defiant é revelado. Os Tolianos do Universo Espelho detonaram um dispositivo tri-cobalto dentro de uma estrela morta. Isto causou a ruptura, ou interfase, que apareceu no Universo Padrão. Relutantemente, eles não enviaram suas naves através da interfase, mas uma chamado de socorro com a intenção de atrair alguma nave do outro lado para sua armadilha, induzindo-a a atravessar a ruptura para o Universo Espelho. Os Tolianos esperavam capturar essa nave e então usá-la para uma invasão.

## Classe Defiant

### Universo Padrão
O protótipo da Classe Defiant, a USS Defiant (NX-74205), é comissionada e enviada à Estação Espacial 9 atendendo a um pedido do então Comandante Benjamin Sisko, afim de proteger a Estação Bajoriana da crescente ameaça do Dominion. Esta nave foi originalmente desenvolvida para combater a ameaça Borg.
No primeiro episódio da terceira temporada, o Comandante Sisko define a Defiant como a primeira nave de guerra da Federação, apesar de ela ser oficialmente classificada como "nave de escolta".
No episódio "Defiant", Gul Dukat classifica a nave estelar como "uma das naves de guerra mais pesadamente armada do Quadrante". No filme Primeiro Contato, o Comandante Riker classifica a nave como "navezinha durona", em referência à sua alta resistência a danos.

### Universo Espelho
No episódio "Shattered Mirror", o Capitão Sisko é levado ao Universo Espelho para ajudar Smile (contra-parte de Miles O'Brien) a terminar a construção de sua própria Defiant, usando esquemas técnicos que este havia roubado anteriormente, em uma visita ao Universo Padrão.